# Teucholabis plecioides
Teucholabis plecioides är en tvåvingeart som beskrevs av de Meijere 1913. Teucholabis plecioides ingår i släktet Teucholabis och familjen småharkrankar. Inga underarter finns listade i Catalogue of Life.